# 摩纳娑

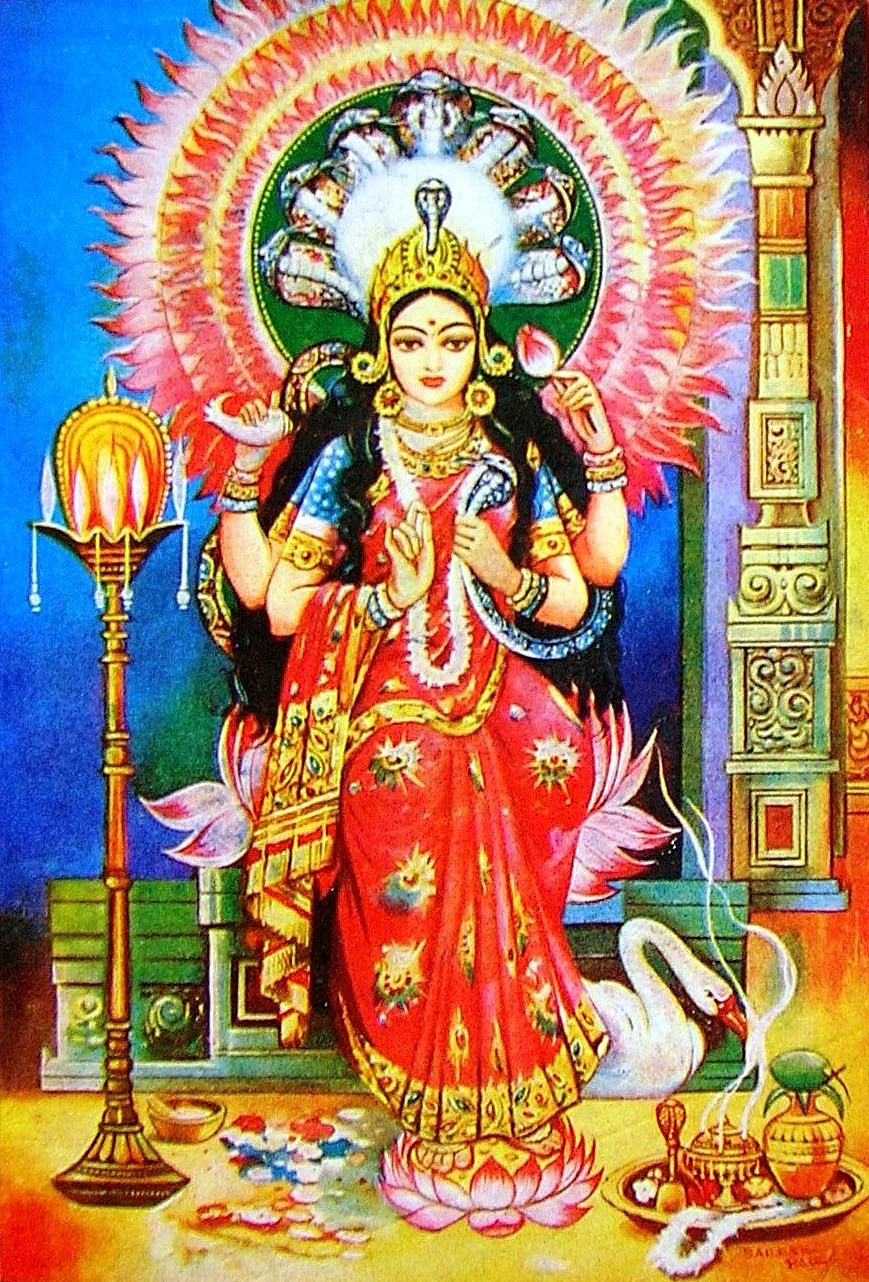
印度教女龍神摩納娑

摩納娑或称为玛那莎（羅馬化：Manasā）是印度教的女那伽（龍神），那伽（龍神）之王婆蘇吉的妹妹。崇拜摩纳娑女神的地方主要在孟加拉、北印度以及印度东北部的其他地区。摩纳娑女神專門庇佑被毒蛇咬伤的人，因此她也被称为Vishahara，意为“消除蛇毒者”；摩纳娑女神还掌管生育及財富。她的丈夫是阇罗迦卢仙人，她的坐骑是蛇、天鹅。

## 簡介
崇拜者主要分布在孟加拉和印度东北部的其他地区。崇拜摩纳娑主要用来预防和治疗毒蛇咬伤，她也代表着生育和繁荣。

## 備註
- McDaniel, June (2004). Offering Flowers, Feeding Skulls: Popular Goddess Worship in West Benegal. 美國牛津大學出版社，頁368。
- Wilkins, W. J. (2004). Hindu Mythology, Vedic and Puranic (First published: 1882 ed.). Kessinger Publishing，頁428。
- McDaniel, June (2002). Making Virtuous Daughters and Wives: An Introduction to Women's Brata Rituals in Bengali Folk Religion. SUNY Press，頁144。

## 相關項目
- 婆蘇吉
- 那伽

1. ↑   (PDF).   [2020-08-07]. （原始内容存档 (PDF)于2020-08-09）.
2. ↑  .   [2020-08-07]. （原始内容存档于2020-10-26）.
3. ↑  .   [2020-08-07]. （原始内容存档于2020-08-09）.